# Edward Aubrey Glennie
Edward Aubrey Glennie, britanski general, * 1899, † 1980.